# Pio VIII.
Pio VIII. lat. Pius PP. VIII. (Cingoli, 20. studenog 1761. – Rim, 1. prosinca 1830.), rođen kao Francesco Saverio Castiglioni, 253. poglavar Katoličke Crkve, papa od 31. ožujka 1829. do smrti 1830.

## Raniji život
Francesco se rodio 20. studenog 1761. godine u Cingoliju u aristokratskoj obitelji, kao treće od osmero djece grofa Ottavia Castiglionija i grofice Sanzije Ghislieri. Nakon osnovne škole odlazi u sjemenište Collegio Campana u Osimu, a potom studira teologiju u Bologni i 1785. godine stječe doktorat iz kanonskog prava. Dana 17. prosinca 1785. godine biva zaređen za svećenika. Već sljedeće godine Francesco je tajnik komisije za proučavanje Sinode u Pistoiji, a potom odlazi za generalnog vikara u Anagniju, Fanu, te u Ascoli-Piceniju. Papa Pio VII. imenuje ga 11. kolovoza 1800. godine za biskupa Montalta. Kada je Francuska okupirala Italiju i Napoleon I. se 23. svibnja 1805. godine u milanskoj katedrali okrunio Željeznom krunom Lombardije kao talijanski kralj, Francesco odbija položiti mu prisegu vjernosti. Godine 1808. biva uhićen i doveden u Milano. Sljedećih šest godina Francesko je proveo po raznim zatvorima, od Pavije, Mantove, Torina i Milana, i tako sve do pada Napoleona I. 1814. godine, kada se 16. lipnja 1814. godine vraća u Montalto.  Papa Pio VII. ga je puno cijenio pa ga dvije godine kasnije imenuje biskupom Cesene, a 8. ožujka 1816. godine imenuje ga kardinalom. Pet godina kasnije Francesco, sada već kao biskup Frescatija, postaje glavni blagajnik u Kuriji, te prefekt Registra zabranjenih knjiga. Uživa veliko povjerenje kod pape Pija VII. koji ga je često spominjao kao svoga nasljednika. Iako nije naslijedio Pija VII. 1823. godine, Francesco izvrsno surađuje i s novim papom Lavom XII.

## Izbor za papu
Papa Lav XII. umire šest godina kasnije i 24. veljače 1829. godine započinju dugotrajne konklave koje će potrajati pet tjedana. Pedeset od pedeset osam kardinala nisu se mogli dogovoriti. Konačno, 31. ožujka 1829. godine složili su se oko imena Francesca Saverija Castiglionija. Unatoč tome što je kardinal Castiglioni bolovao od gihta, posebno u nogama i herpesa, te je imao veliku kvržicu na vratu zbog koje je glavu morao držati nagnutu u jednu stranu, pa je bio gotovo paraliziran čovjek, postao je papom. Uzeo si je ime Pio VIII. po uzoru na svog prethodnika Pija VII., kojeg je jako cijenio i koji ga je imenovao biskupom i kardinalom.

## Pontifikat i smrt
Kao papa, Pio VIII. nije bio političar. Više je pažnje posvećivao pastoralnim i doktrinarnim pitanjima. Slovio je kao ugledan poznavatelj crkvenog prava, vrlo dobro upućen u Sveto pismo, i izvrstan upravitelj, duboko svjestan odgovornosti rimskog prvosvećenika. U svojoj prvoj i jedinoj enciklici Traditi humilitati nostrae, od 24. svibnja 1829., osuđuje indiferentizam i aktivnost američkih protestantskih sljedbi. Protivi se nastojanjima da se brak proglasi građanskom institucijom. Osuđuje utjecaj masona na odgoj i obrazovanje, kao i liberalizam. Dana 25. ožujka 1830. Pio VIII. objavljuje apostolsko pismo Litteris altero abhinc, u kojem ističe da brak može biti blagoslovljen od Crkve ako je zajamčen kršćanski odgoj djece. Većinu poslova vanjske politike Papa je prepuštao kardinalu Giuseppeu Albaniju (1750. – 1834.), državnom tajniku. Njegov pontifikat trajao je dvadeset mjeseci i većinu tog vremena proveo je u krevetu. Pred kraj njegovog pontifikata u Papinskoj Državi dolazi do sve žešćih nemira protiv Papine vlasti, ali se Papa s tim problemom neće morati suočiti. Pio VIII. umro je 30. studenog 1830. godine i sahranjen je u Bazilici sv. Petra u Rimu. Njegov vjerni suradnik, kardinal Albani dao je na njegovom grobu napisati: „Rodio se, plakao je i umro“.